# Gholam Ali Rashid
Gholam Ali Rashid (en persan : غلامعلی رشید) est un officier iranien, général de division né à Dezfoul (Iran) en 1953 et mort à Téhéran (Iran) le 13 juin 2025. 
Il commande le quartier général central de Khatam-al Anbiya, et est auparavant chef d'état-major adjoint des forces armées iraniennes. 
Il figure parmi les commandants qui ont pris les décisions lors de la guerre Iran-Irak. 
Avec Mohammad Ali Jafari, Ali Fadavi, Qassem Soleimani et Mohammad Hussein Baqeri, Gholam Ali Rashid est également membre du réseau de commandement de l'armée régulière iranienne.

## Biographie
En juin 2011, Gholam Ali Rashid déclare que l'Iran pourrait attaquer les équipements militaires et les sites nucléaires d'Israël dans le cadre d'une guerre.
En octobre 2012, il affirme que toute action militaire des États-Unis contre l’Iran serait une erreur stratégique.
En septembre 2014, lors d'une conférence à Téhéran, il annonce que des commandants iraniens sont présents en Irak, en Syrie, en Palestine et au Liban pour donner des conseils militaires.
Gholam Ali Rashid est tué le 13 juin 2025 à Téhéran lors de l'opération israélienne Lion dressé.